# Wang Yidi
Pour les articles homonymes, voir Wang (patronyme).
Dans ce nom chinois, le nom de famille, Wang, précède le nom personnel Yidi.
Wang Yidi (née le 14 février 1997 à Anshan) est une pongiste chinoise. Attaquante droitière, elle joue en prise dite classique.

## Biographie
En 2015, elle est devenue vice-championne du monde junior puis, en 2016, elle est entrée pour la première fois dans le top 100 du classement mondial en participant à l'Open d'Allemagne.
À l'Open de Bulgarie 2018, elle atteint la finale du simple, s'inclinant 3 contre 4 face à la championne du monde Ding Ning. En 2019, elle remporte le simple de l'Open de Hong Kong après avoir battu les têtes de série Mima Ito et Cheng I-ching. En 2021, elle participe pour la première fois aux championnats du monde à Houston, où elle atteint les demi-finales en simple dame devant se contenter de la médaille de bronze. En 2022, elle fait partie de l’équipe de Chine qui repart avec le titre aux championnats du monde par équipes
Elle repart des mondiaux 2023 avec le titre en double dames associée à sa compatriote Chen Meng.
La même année, elle remporte le WTT Star Contender Goa en simple dames face à la Taïwanaise Cheng I-Ching, ainsi que le WTT Champions Frankfurt dans la même catégorie en s'imposant face à Wang Manyu, blessée au genou droit. En double dames, elle gagne le WTT Star Contender Ljubljana aux côtés de Kuai Man face à la paire luxembourgeoise formée par Sarah De Nutte et Xia Lian Ni.
Elle est deuxième au classement mondial en janvier 2024.
Son jeu est notamment basé sur sa puissance de frappe ainsi que sur une excellente utilisation du rythme de l'adversaire.